# Безруковское сельское поселение
Безруќовское се́льское поселе́ние — упразднённое муниципальное образование в составе Новокузнецкого района Кемеровской области.
Административный центр — посёлок Безруково.

## Административное деление
На территории поселения находятся 6 населённых пунктов. Административный центр поселения — село Безруково.
- село Безруково,
- поселок Берёзовая Грива,
- посёлок Берензас,
- село Боровково,
- посёлок Верх-Подобас,
- посёлок Черемза.

## Экономика
Предприятия сферы услуг, с хозяйство, лесная промышленность.

## Достопримечательности
- Пантелеймоновский монастырь села Безруково.